# Castello di Manorbier
Il castello di Manorbier (in inglese: Manorbier Castle) è un castello fortificato del villaggio gallese di Manorbier, nel Pembrokeshire (Galles sud-occidentale), eretto a partire dalla prima metà del XII secolo È annoverato tra le fortezze antiche meglio conservate del Galles occidentale.
Fu per 250 anni di proprietà della famiglia di origine normanna dei Barri ed è il luogo di nascita del celebre erudito e patriota Giraldus Cambrensis alias Geraldo del Galles (1146-1223).

## Descrizione
Il castello si erge su una collinetta che si affaccia sul mare.
|  |

Il complesso comprende alcune prigioni sotterranee e un passaggio segreto usato un tempo dai contrabbandieri.
L'edificio ospita anche alcune statue in cera in costumi medievali.

## Storia
La proprietà dove sorge il castello fu donata al principe Odo de Barri alla fine dell'XI secolo.
Le prime fortificazioni in loco furono fatte costruire nella prima metà del XII secolo (forse intorno al 1140) da William de Barri, discendente di Odo de Barri. William de Barri era il padre di Gerald de Barri alias Giraldus Cambrensis, che nacque nel castello nel 1146.
Il castello fu assaltato una prima volta nel 1327 da Richard de Barri in seno ad una disputa sull'eredità familiare.
Nel 1392, il casato Barri si estinse e il castello passò in altre mani.
Nel 1645, nel corso della guerra civile inglese, il castello fu invece occupato dalle truppe parlamentari.
L'edificio cadde in rovina tra il XVII e il XVIII secolo. Fu però parzialmente restaurato nel 1880 da J.R. Cobbs.

## Il castello di Manorbier nella cultura di massa
- Il castello di Manorbier fu una delle location del film del 2003 I Capture the Castle[4]